# مي كبير

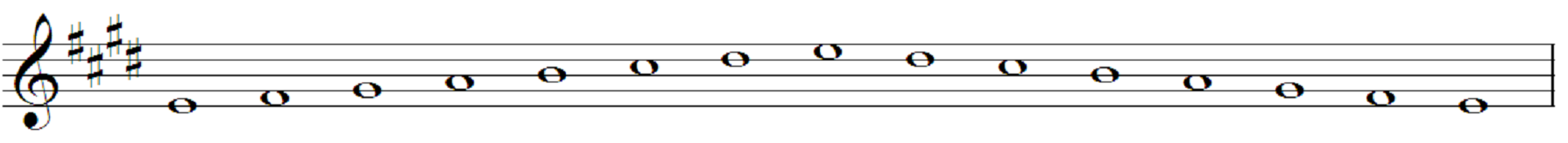
سلم مي كبير صعوداً وهبوطاً

مي كبير (E major) هو سلم موسيقي كبير يتألف من الدرجات الموسيقية مي E، فا المرتفعة ♯F، صول المرتفعة ♯G، لا A، سي B، دو المرتفعة ♯C، ري المرتفعة ♯D، وينتهي بمفتاح مي E، وذلك على الترتيب التالي من اليسار إلى اليمين:
E, F♯, G♯, A, B, C♯, D♯, E
يحوي سلم مي الكبير على أربع إشارات رفع، واحدة على الفا وواحدة على الصول وواحدة على الدو وواحدة على الري.
إن المفتاح الموسيقي القريب له على السلم الصغير هو دو مرتفع صغير، أما المفتاح الموسيقى الموازي فهو مي صغير.